# Mirza Ghalib

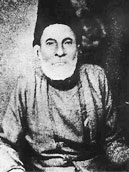
Mirza Ghalib.

Mirza Asadullah Khan Ghalib född 27 december 1797 i Agra, död 15 februari 1869 i Delhi, var en indisk författare.
Ghalib skrev både på persiska och urdu och är särskilt känd för sina kärleksdikter på urdu. Han har haft stor betydelse för utvecklingen av urdu som litteraturspråk.